# Słowik syberyjski
Słowik syberyjski (Larvivora sibilans) – gatunek małego wędrownego ptaka z rodziny muchołówkowatych (Muscicapidae). Występuje w Azji; raz stwierdzono go w Polsce. Nie jest zagrożony wyginięciem.

## Systematyka
Gatunek ten opisał w 1863 roku Robert Swinhoe, nadając  mu nazwę Larvivora sibilans. Nazwa ta jest obecnie podtrzymywana przez ornitologiczne autorytety, choć dawniej gatunek bywał też umieszczany w rodzajach Erithacus, Pseudaeedon lub Luscinia. Jako miejsce typowe Swinhoe wskazał Makau w południowo-wschodnich Chinach. Nie wyróżnia się podgatunków.

## Zasięg występowania
Słowik syberyjski zamieszkuje środkową i wschodnią Syberię. Zimuje w południowo-wschodniej Azji oraz południowych i południowo-wschodnich Chinach. Do Europy zalatuje wyjątkowo, jak do tej pory stwierdzony tylko 6 razy – pierwszy raz na Fair Isle (Szkocja) w październiku 2004, drugi raz – w Fastach pod Białymstokiem w grudniu 2005.

## Morfologia
Długość ciała około 14 cm. Upierzenie brązowoszare. Wierzch jednolicie rdzawobrązowy, spód beżowoszary z jaśniejszym kreskowaniem. Ogon intensywnie rudy. Dziób czarny, nogi bladoróżowe.

## Ekologia i zachowanie
Biotop słowika syberyjskiego to podszyt w tajdze. Prowadzi naziemny tryb życia. Często „kiwa” ogonem. Zakłada gniazdo na drzewie, składa od 3 do 6 jaj.
Ptak żywi się owadami, które zbiera chodząc po ziemi.

## Status i ochrona
IUCN uznaje słowika syberyjskiego za gatunek najmniejszej troski (LC, Least Concern) nieprzerwanie od 1988 roku. Liczebność światowej populacji nie została oszacowana, ale ptak ten opisywany jest jako zazwyczaj pospolity. BirdLife International ocenia trend liczebności populacji jako spadkowy.
Na terenie Polski gatunek ten jest objęty ścisłą ochroną gatunkową.